# Giorgi Kantaria
Giorgi Kantaria (in georgiano გიორგი ქანთარია?; Zugdidi, 27 aprile 1997) è un calciatore georgiano, difensore del Sokol Saratov.

## Carriera

### Club
Ha giocato nella prima divisione dei campionati georgiano, bielorusso, azero e libanese.

### Nazionale
Ha giocato nella nazionale georgiana Under-21.